# Jabberwocky (film, 1971)
Pour les articles homonymes, voir Jabberwocky.
Jabberwocky est un court-métrage d'animation fantastique tchèque réalisé par Jan Švankmajer et sorti en 1971. Il s'inspire d'un poème éponyme de Lewis Carroll inclus dans De l'autre côté du miroir. C'est un film surréaliste.

## Résumé
Le film commence par une lecture du poème Jabberwocky de Lewis Carroll. Il montre ensuite une salle de jeux où des jouets prennent vie.

## Fiche technique
- Titre : Jabberwocky
- Titre original : Žvahlav aneb šatičky slaměného Huberta
- Réalisateur : Jan Švankmajer
- Scénario : Jan Švankmajer d'après Lewis Carroll
- Producteurs : Erna Kmínková, Marta Sichová, Jiří Vaněk
- Société de production : Krátký Film Praha
- Image : Boris Baromykin
- Musique : Zdenek Liska
- Création des décors : Jan Švankmajer
- Chargé d'animation : Vlasta Pospíšilová
- Montage : Helena Lebdusková
- Durée : 14 minutes
- Langue : tchèque
- Format : 35 mm, couleur
- Son : mono
- Date de sortie : 1971

## Disponibilité en vidéo
Le court-métrage a été inclus dans la collection de courts-métrages européens Cinema 16: European Short Films, parue en 2000.

## Commentaire
Le tout est à la manière bien reconnaissable de Švankmajer, des inanimés sont animés, ajoutez à cela une chanson traditionnelle polonaise.